# Karl von Pückler-Burghauß
Karl Erdmann Alexander Ludwig comte von Pückler baron von Groditz (depuis 1887 comte von Pückler-Burghauß) (né le 9 juillet 1817 à Tannhausen dans l'arrondissement de Waldenburg et mort le 1er juillet 1899 à Ober Weistritz dans l'arrondissement de Schweidnitz) est un propriétaire de manoir et homme politique prussien.

## Biographie
Ses parents sont la comtesse impériale Anna von Maltzahn-Militsch et Erdmann August Sylvius comte von Pückler (1788-1826), héritier de Tannhausen près de Militsch en Silésie, chambellan prussien royal et major. Le comte Karl von Pückler étudie le droit à Bonn et Berlin. Il entre ensuite dans la fonction publique prussienne. Depuis 1845, il gère les domaines hérités de son père, décédé prématurément, et quitte la fonction publique en 1848. Depuis, il est propriétaire d'un manoir à Ober-Weistritz. Entre 1853 et 1861, le comte Pückler est député de la Chambre des représentants de Prusse. Il fait partie initialement à la faction Arnim. En 1855, il devient le fondateur et président de la faction Pückler qui porte son nom. En 1858, le comte Pückler est nommé chambellan du roi. Entre 1863 et 1869, il est administrateur de l'arrondissement de Schweidnitz. Il est ensuite gouverneur de Silésie. Il reçoit en même temps les titres honorifiques de maître de cérémonie et d'échanson en chef.
De 1867 à 1871, le comte Pückler est député du Reichstag de la Confédération de l'Allemagne du Nord. Entre 1871 et 1877, il est député du Reichstag en tant que membre du parti conservateur pour la 9e circonscription du district de Breslau (Striegau–Schweidnitz). Depuis 1876, il est directeur général régional de la province de Silésie et donc chef de la région de Silésie (de). Jusqu'en 1886, il est également président de l'Association centrale agricole de Silésie. Il est membre de la chambre des seigneurs de Prusse depuis 1883. En 1886, il devient fidéicommis à Friedland-en-Haute-Silésie. Par un diplôme du 15 juillet 1887, l'association des noms et des armoiries avec ceux des comtes von Burghauß (de) est approuvée. En 1896, il est nommé conseiller réel privé. Depuis 1867, le comte Pückler est chevalier légal de l'ordre de Saint-Jean.
Le 6 mai 1844, il se marie avec Karoline (Caroline) Henriette princesse Reuß-Schleiz-Köstritz (née le 4 décembre 1820 - 15 juillet 1912), dont les parents possèdent un petit domaine à Klemzig dans l'arrondissement de Züllichau-Schwiebus (de). La mère de Karoline est la princesse Dorothée von Schoenaich-Carolath (de), son père est le conseiller de chevalerie de Nouvelle-Marche, Henri LX prince Reuss de Köstritz (1784-1833).
Karl et Karoline von Pückler ont sept enfants nés entre 1845 et 1857 :
- Maria (née en 1845), chanoinesse
- Eberhard (né en 1847)
- Friedrich (1849–1920) marié en 1885 avec Ella von Köppen (de) (1862–1899), directeur général régional[7] et député de la Chambre des seigneurs de Prusse
- Heinrich (né en 1851) marié en avec 1884 Elisabeth princesse Kurakin
- Dorothea (née en 1853) mariée en 1892 avec Hermann comte von Pückler-Limpurg (mort en 1902)
- Anne (née en 1855)
- Carl (né en 1857) marié en 1901 avec Marie-Agnès comtesse von Hochberg, baronne zu Fürstenstein (de) (née en 1871)